# 100円バス

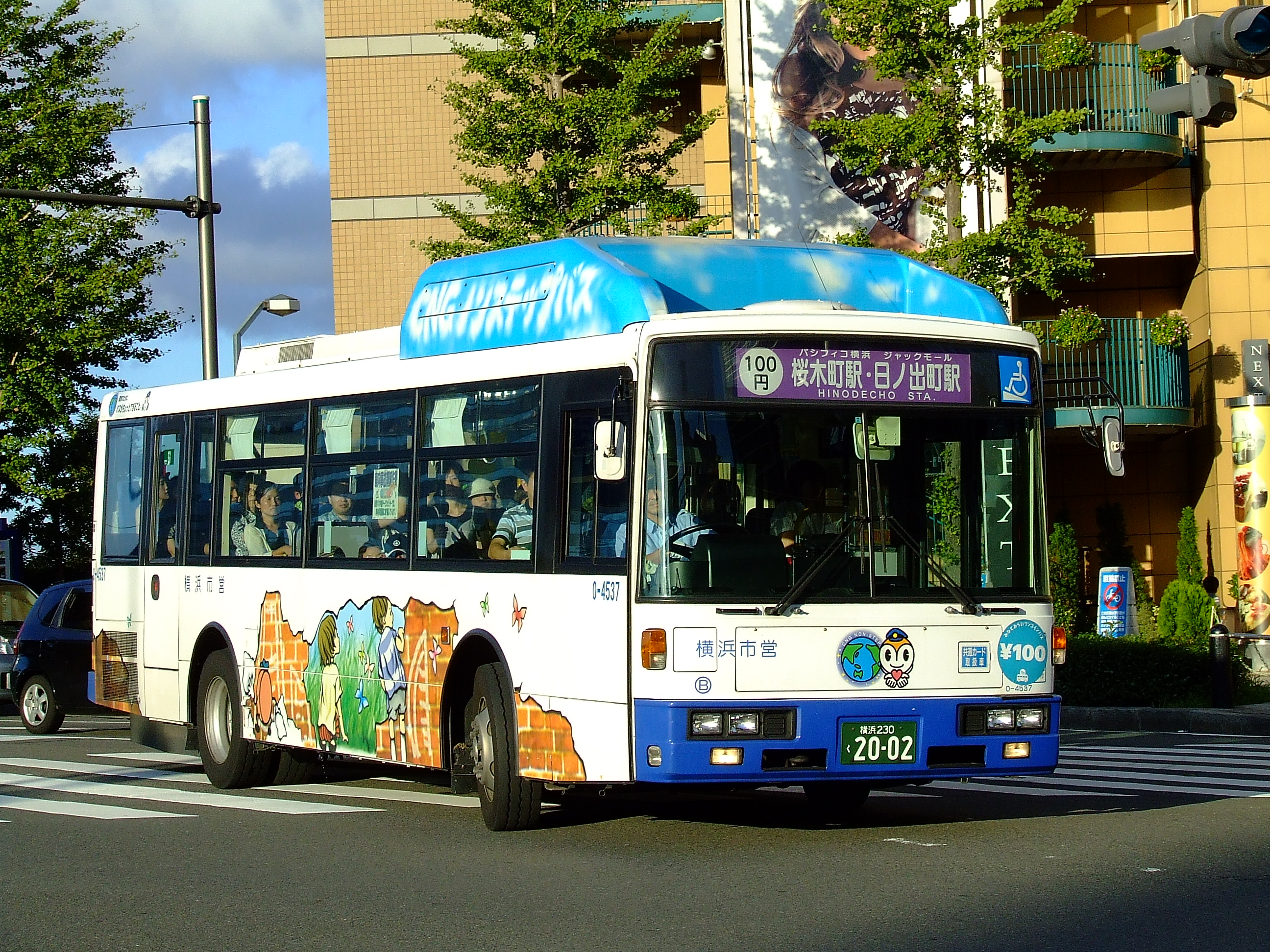
横浜市交通局　みなとみらい100円バス

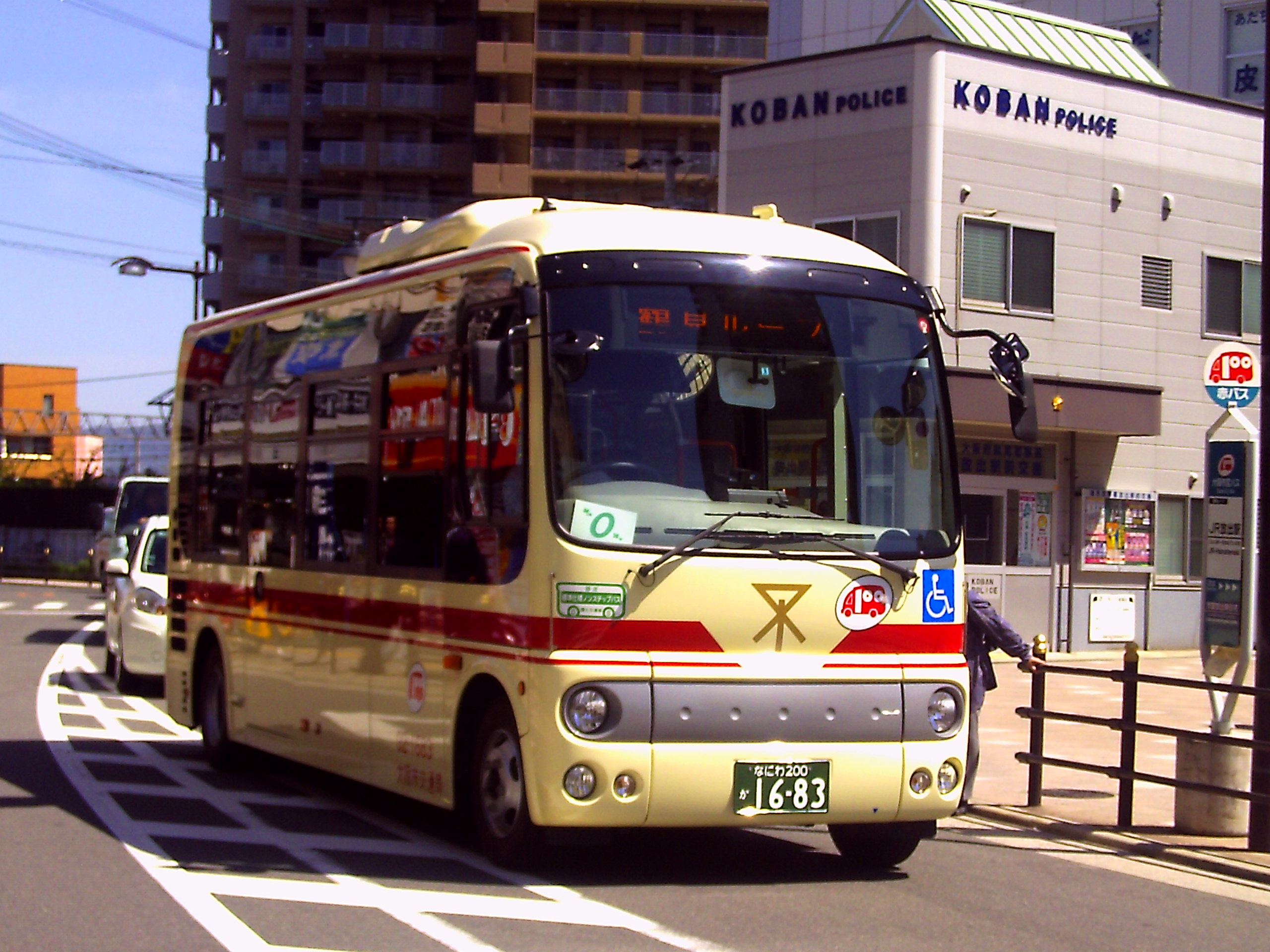
かつて設定されていた大阪市交通局の100円バス（別名赤バス）車両

100円バス（ひゃくえんバス）とは、路線バスの路線において運賃が100円であるもの、またその路線を指す。「ワンコインバス」とも呼ばれる。
1路線全区間において運賃を100円とするケースを100円バスと呼ぶのが一般的だが、類似例に区間・距離を限定して運賃を100円とするケースがある。
同一エリアで両者が混在している例もあるため、本項目では両者について説明する。ただし一般路線バスの最低運賃が100円以下だった時代のバスについては100円バスとは呼ばれていない。

## 概要

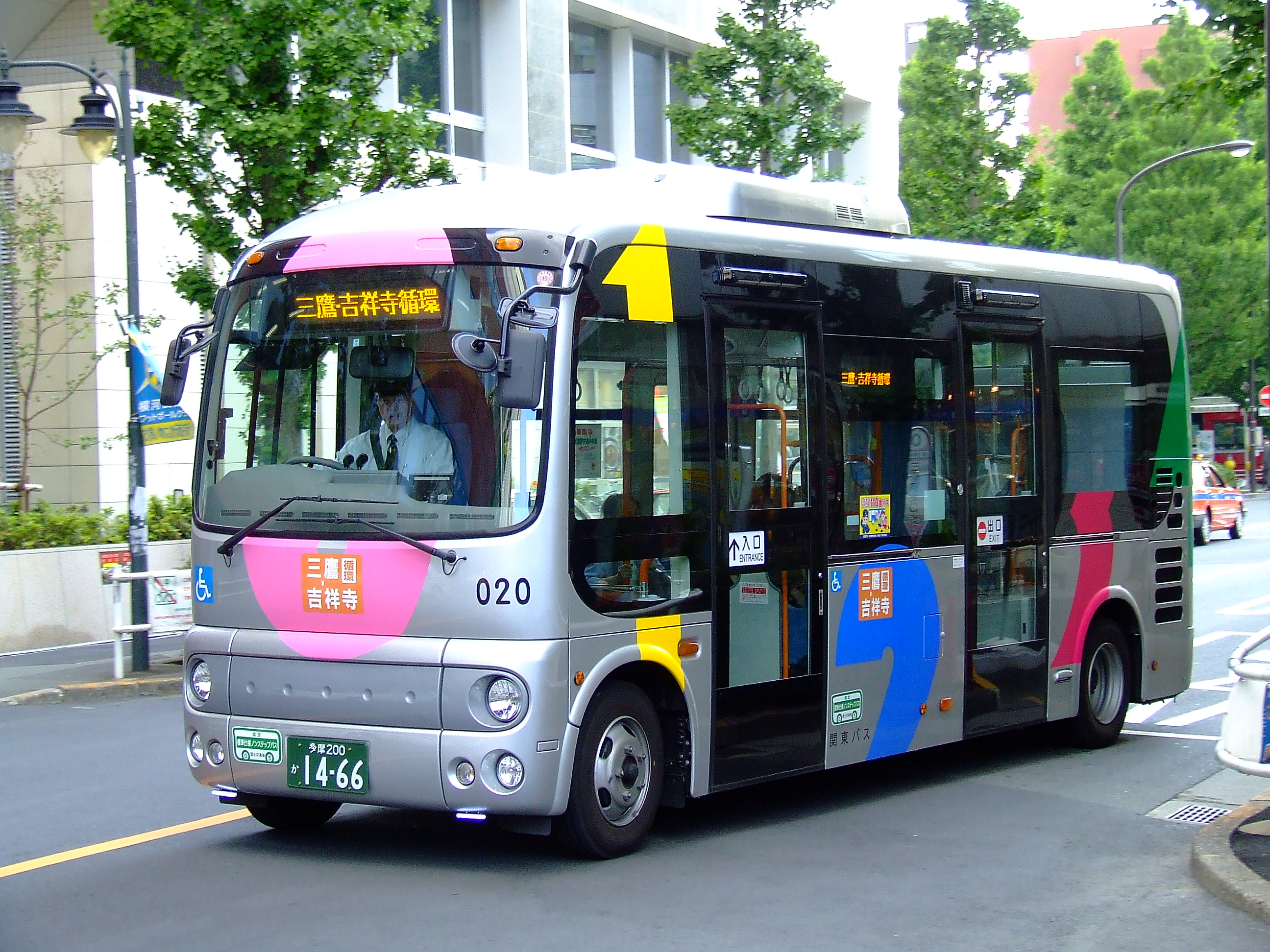
武蔵野市コミュニティバス「ムーバス」

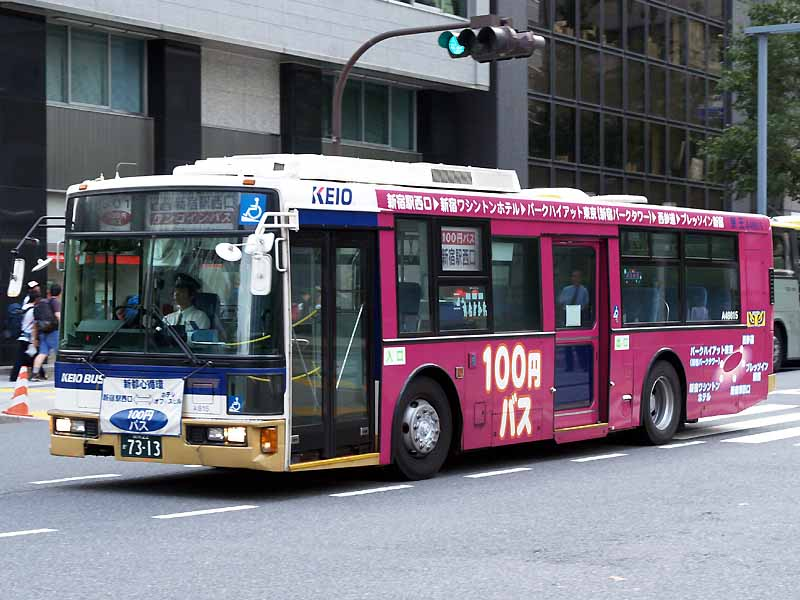
京王バス東がかつて運行していた「新都心循環100円バス」。新宿WEバスの前身となった

既存のバスに比べて低廉で覚えやすい運賃を設定することで、バス利用を促進するものである。市街地・観光地での回遊性向上のため、住宅地の生活の足としての利便性を向上させるため等、目的はさまざまである。
住宅地の生活路線的なバス路線にはコミュニティバスがあるが、こちらは地方自治体（市区町村）がバス事業者に運行委託、または運行によって生じた赤字の補填を地方自治体が行うことを前提としている事が多いため運賃を100円としている場合がある。コミュニティバスブームの立役者となった武蔵野市「ムーバス」も100円バスである。
なお、一般路線バスの初乗り運賃を100円とするケースもあるが、これを特別に「100円バス」と呼ぶことは少ない。

## 歴史

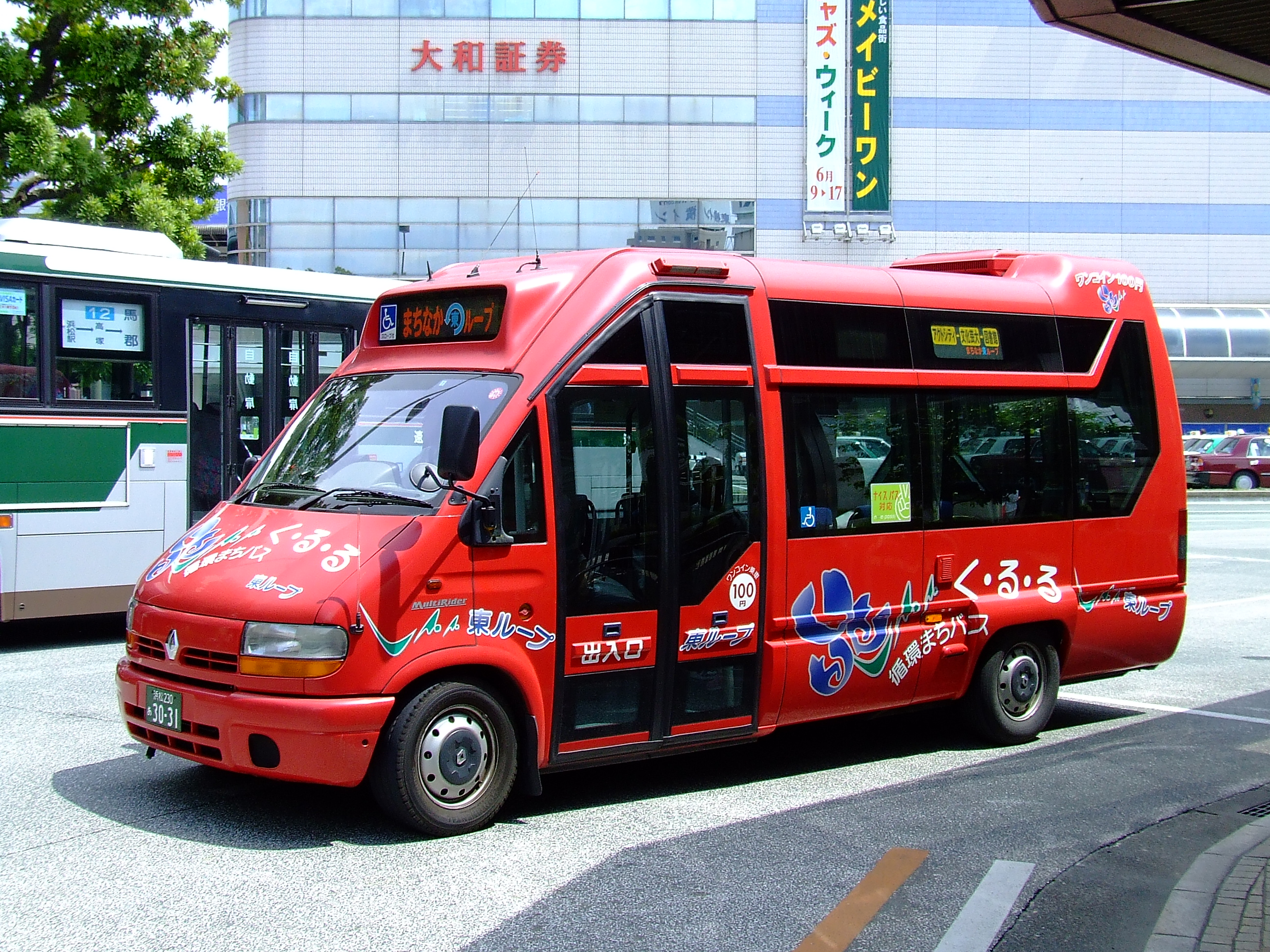
遠鉄バス　く・る・る

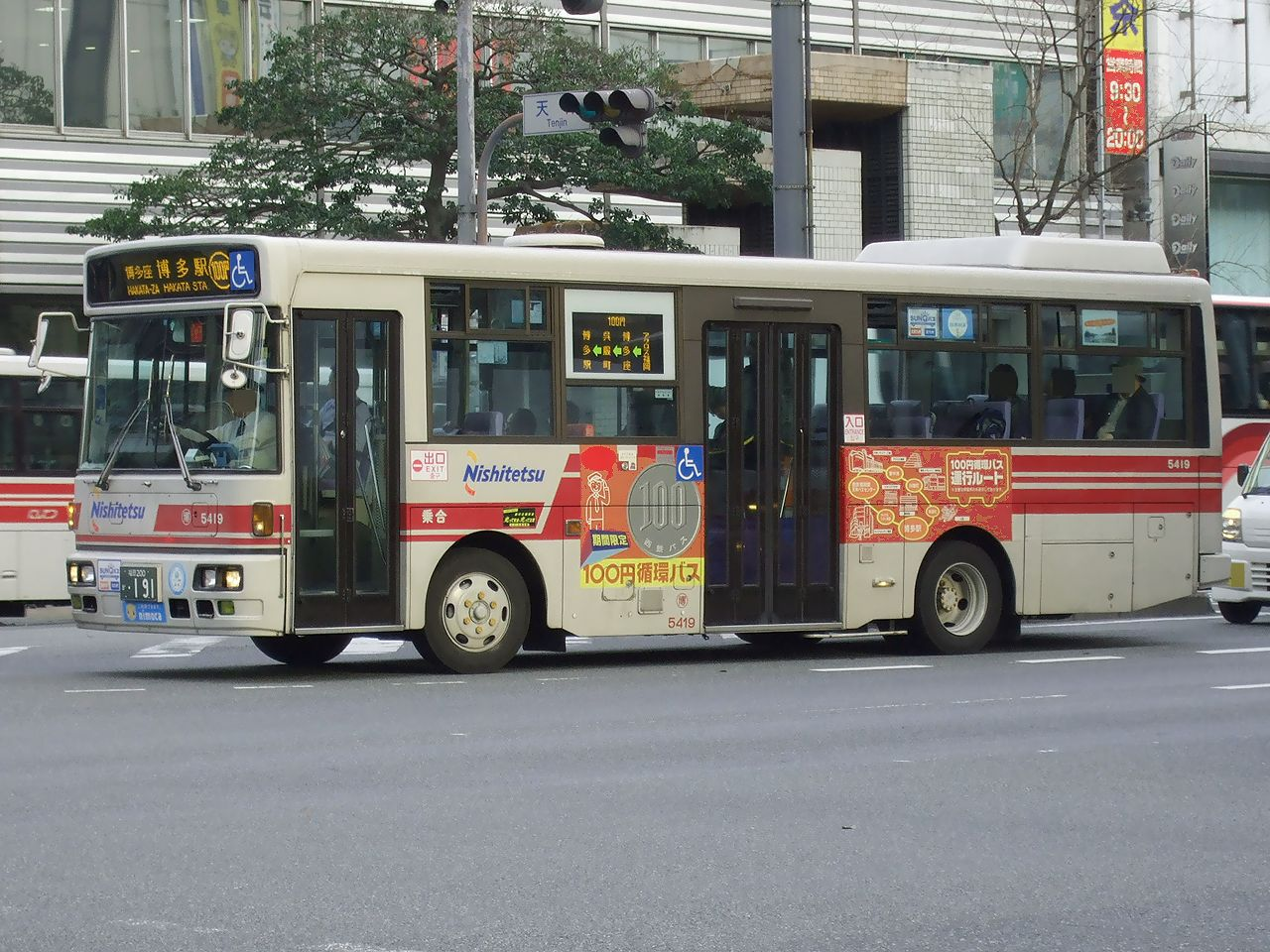
西鉄バス 福岡都心100円循環バス

1995年より先述の「ムーバス」が100円バスとして運行していたが、コミュニティバスを除く日本初の100円バスは、1998年9月1日に運行開始した、青森県弘前市での弘南バスによる「土手町循環100円バス」である。当初は試行運行で、弘前商工会議所より補助金を得て運行していたためコミュニティバスに近い形態だったが、収支が良好なことから1999年4月1日からは補助金なしの本格運行に移行している。
これに先んじて、群馬県前橋市において、前橋駅から1kmの区間に限り運賃を190円から100円とした例がある。これは「区間・距離を限定して運賃を100円とするケース」にあたる。1998年1月1日から試行実施され、翌1999年より本格実施された。本格実施にあたり、2kmまでの区間も150円に値下げされている。
1998年7月1日には遠州鉄道がバス・電車全路線一斉に初乗りを従来の150円（電車は120円）から100円に値下げした（バスに関してはバス停間距離によっては1区間でも100円とならない場合もある）。遠鉄バスではこれと同時に120円、130円、140円、新・150円区間が、遠鉄電車では100円区間と新・120円区間が設定された。これは、浜松市のオムニバスタウン施策の一環として行われたものであり、試験実施は行われず当初より本格実施されたが、路線バス・鉄道における初乗り100円運賃の効果の実験も兼ねており、浜松市内のバスのみにかかわらず浜松市外を含めた同社の全バス路線ならびに鉄道路線に適用された。実験結果は、収入は微減となったものの、バス・電車とも利用者が増え、利用者の減少が続く公共交通事業での利用者増加の例を示した。
豊橋鉄道（現:豊鉄バス）では1998年12月18日より、補助金や市町村等の施策が関わらない完全な民間ベースで初乗り100円が本格導入されている他、浜松市内において2007年に浜松バスが路線バス事業に参入した際も、完全な民間ベースにて全線で初乗り100円を実施しており、事業者の枠を超えて浜松周辺地域に定着している。
仙台市では、市が策定した中心部の利便性向上と渋滞緩和を目指した計画に仙台市交通局と宮城交通が賛同し、区域内の運賃を100円均一とする「100円パッ区」をスタートさせた。この制度は専用車両を導入せず、市の中心部を走る両者の路線バスの料金を据え置く制度である。両者は仙台市内において競合するライバルであるが、宮城県が主導した交通需要マネジメントの社会実験が好評価であり、後に愛子観光バスも追従するなど、官民の枠を超えた事業として定着した。
バス事業の自由化を見据え先手を打った形のものとしては、福岡市で西日本鉄道（西鉄バス）が1999年7月1日より9ヶ月間試験導入した「100円循環バス」と「福岡都心100円エリア」がある。これは福博都心約1.5km四方のエリア全域において運賃を100円とし、併せてエリア内を循環する「100円循環バス」を運行するものである。結果として福岡市営地下鉄・マイカー・徒歩からの転移もあって乗客数が前年比173.9 %を記録し、2000年4月1日からエリア拡大・100円エリア定期券新設のうえで本格実施に移行した。
後に西鉄では、福岡市内および近郊の主要駅・北九州市内主要駅・西鉄久留米駅から1km以内のエリアでも「駅から100円・駅まで100円バス」と呼ばれる100円運賃を実施したほか、小倉都心にも100円バスを運行開始した。
京都市では、MKタクシーが都心部の循環100円バス運行を計画したことがあるが、京都市・京都商工会議所等からの反対により断念している。のちに京都市営バスが京都市内中心部で土曜日・休日に限り100円バスの運行を開始した。ただし2000年に特定日のみ平日にも試験運行を行った時期もあった。また2007年秋には試験的に特定日に増発も行ったが、この増発分については小型ノンステップバスの日野・ポンチョを使用していた（小型車両の使用も試験的）。

### 現状
各バス事業者では、その後のバス事業の変化、消費税増税、また新型コロナウイルス流行に伴う需要減退、少子高齢化による人手不足に対する乗務員の待遇改善などの影響により、100円運賃を廃止し値上げした例もある。例として西鉄では2010年以降「駅から100円・駅まで100円バス」の対象駅を縮小し、その後、2021年7月1日より「駅から100円・駅まで100円バス」および「福岡都心100円エリア」の対象区間については運賃が100円から150円に値上げされ、100円運賃・100円エリア定期券は全廃されている。
コミュニティバスも地方自治体の財政状況や利便性向上のために乗車カードを導入することに伴う運行コストの上昇などから運賃を100円から110円以上に値上げした例がある。

## 実例
100円バスの路線は日本全国に無数にあるためここでは個別に紹介しない。各バス事業者または営業所記事、および日本のコミュニティバス一覧のページを参照のこと。
前述の通り、コミュニティバス以外の路線であっても、一部区間または全区間で100円（あるいはその前後）の運賃となっている路線も存在する。

## 備考
国際興業バス飯能営業所（埼玉県）管内では、2014年5月16日より1年間、「ワンコインバスの実証実験」を飯能駅から一定特定区間で期間限定ながらも実施している。大人100円、小児10円という「ワンコイン」であり、かつ、PASMO・SuicaといったICカードでも適用される。深夜バスは倍額運賃ではあるが、日中同様、ICカードでの利用もできる。
飯能市は2016年（平成28年）4月15日付けの市公式ページにおいて、ワンコインバス制度の運用を2017年（平成29年）5月15日まで延長したが、輸送状況を鑑みて2021年3月31日に終了した。